# 青野スポーツ施設
青野スポーツ施設株式会社（あおのスポーツしせつ）は、大阪府守口市に本社を置くスポーツ施設専門の建設会社。

## 概要
学校グラウンド、野球場、テニスコート、サッカー場、雨天練習場、防球ネットなどあらゆるスポーツ施設建設に特化した建設会社。全国各地に施工実績を持ち、甲子園出場校の野球関連施設も手がけている。バリエーション豊かな独自工法を用いて、土・人工芝などの改修・整備工事を行なっている。

## 沿革[1]
- 1963年（昭和38年） - 土木工事業青野建設開業
- 1968年（昭和43年） - 有限会社青野建設設立
- 1970年（昭和45年） - 資本金100万円で株式会社設立
- 1983年（昭和58年） - 青野スポーツ施設株式会社に社名変更
- 1985年（昭和60年） - 資本金2,000円に増資
- 1996年（平成08年） - 守口市建設業協同組合加盟
- 1997年（平成09年） - 本社ビル竣工
- 1999年（平成11年） - 資本金4,000万円に増資、建設大臣許可取得、神戸支店開設
- 2000年（平成12年） - 日本体育施設協会　特別会員入会、特定建設業許可取得
- 2005年（平成17年） - 日本体育施設協会　屋外体育施設部会会員入会
- 2006年（平成18年） - 資本金7,000万円に増資
- 2007年（平成19年） - ISO9001認証取得、建設工事業・その他特定建設業ライセンス取得
- 2008年（平成20年） - 産業廃棄物収集運搬業の許可取得
- 2012年（平成24年） - 東京支店開設
- 2015年（平成27年） - ISO14001認証取得
- 2017年（平成29年） - 建設業BCP認定、沖縄営業所開設
- 2018年（平成30年） - 創業55周年
- 2019年（平成31年） - 解体工事業許可取得 会社設立50周年
- 2023年（令和5年）   ‐ 創業60周年
- 2024年（令和6年）   - ソーシャル企業認証制度 S認証を取得

“[ 青野スポーツ施設株式会社 会社概要]”. 2020年4月25日閲覧。

## 工法・技術[3]

### グラウンド舗装の土をよみがえらせるフルリサイクル工法
- フェニックス工法 Ver.2
- ナノソイリー工法（特許取得済・商標登録済）
- SSS工法 Ver.3（商標登録済）
- SRF工法 EVOLUTION
- サイプレス工法
- STF工法

### グラウンド舗装をよみがえらせるライトリサイクル工法
- GR工法 Ver.3（商標登録済）
- GR工法 LITE（商標登録済）

### グラウンド舗装の特殊工法
- 真砂土うわのせ君
- 湿気すいとり君工法（アジテイト工法）
- グラウンド凍てない君工法

### 各種グラウンド舗装のメンテナンス工法
- ロックシェイカー工法
- GRフィールドアース工法
- GRフィールド・リムーバー工法Ver.2（商標登録済）
- ソイルプロテクト工法（商標登録済）

### 天然芝の舗装工法
- ソイルクイックターフ工法（商標登録済）

### ロングパイル＆ミドルパイル人工芝舗装・メンテナンス工法
- ファイングラスコート（ロングターフバージョン）
- ファイングラスコート（ロングターフVer.2）
- ファイングラスコート（ミドルパイル）
- フィールドスイープ工法Ver.2（特許取得済）
- フィールドスイープ・エッジ工法（特許申請中）

### 砂入り人工芝舗装・メンテナンス工法
- ファイングラスコート（ショートカットバージョン）
- スムースエース工法（特許申請中）
- リペアターフ工法

### 人工芝下地特殊舗装工法
- ビーストバインダー工法（特許取得済）

### グラウンド舗装用の優れた暗渠工法
- GRフィールドドレーン工法（特許取得済・商標登録済）
- GRパーメント工法
- SSPコアー工法

### 全天候型・クレイ舗装の専用舗装工法
- ダステートG舗装
- ダステートNS舗装（特許取得済）
- ダステートS3舗装
- ダステートST舗装
- ダステートCP舗装
- ダステートM舗装
- ダステートR舗装
- ダステートUR舗装
- ダステートHV舗装
- ダステートU舗装
- ダステートSC舗装
- ダステートFG舗装
- 真砂土舗装
- 荒木田土舗装
- グリーンサンド舗装
- アンツーカー舗装
- セミアンツーカー舗装
- ダステートQT舗装

### 室内練習場施工システム
- G-DOME NEO（最高級移動式雨天練習場システム）（商標登録済）
- G-DOME（移動式雨天練習場システム）（商標登録済）

### 防球ネット工法
- ボールプロテクション工法
- スーパースチール工法（特許取得済）

### 屋内施設の床舗装工法
- アオノフローリング工法 アクティブフロア
- アオノフローリング工法 ウッディフロア

### 各種スポーツ施設関連設備・資材
- スラッガーズ・アイ（野球場等のバックスクリーン）
- バウンダーウォール（テニス練習用ボード）
- 土俵作り工法
- アオノ・プールシステム工法
- クッションアビリティ工法（屋外用・屋内用）
- アオノ・スピードマスター
- アオノベースボールブラックサンド
- 光触媒合成砂 エバークリンサンド（特許取得済・商標登録済）

### 専門家によるグラウンド・テニスコートの診断
- グラウンドドクター
- テニスコートドクター

“青野スポーツ施設株式会社 工法・技術”. 2020年4月25日閲覧。

## 施工実績
- 2016年（平成28年） - 広陵学園高等学校 第二練習場/広島県広島市（G-DOME NEO最高級移動式雨天練習場システム）
- 2019年（令和元年） - 野洲川歴史公園サッカー場/滋賀県守山市（GRフィールドスイープ工法）
- 2020年（令和2年）  - 米子東高等学校室内練習場/鳥取県米子市（G-DOME/ファイングラスコート）
- 2021年（令和3年）  - 広陵高校野球場防護クッション/広島県広島市（クッションアビリティ工法(屋外用)）
- 2021年（令和3年）  - 報徳学園野球場人工芝メンテナンス/兵庫県西宮市（フィールドスイープ・エッジ工法）
- 2021年（令和3年）  - アスナロ幼稚園 園庭/埼玉県越谷市（STF工法/ビーストバインダー工法/ファイングラスコート(ミドルパイル)）
- 2022年（令和4年）  - 堺市総合防災センタープール/大阪府堺市（アオノプールシステム工法）
- 2022年（令和4年）  - ビーチバレーin御殿場会場砂浜整備/三重県津市（ロックシェイカー工法）
- 2023年（令和5年）  - 広陵高校野球場整備/広島県広島市（GR工法Ver.2  GRフィールドアース工法）
- 2023年（令和5年）  - 和歌山大学陸上競技場/和歌山県和歌山市（グリーンサンド舗装）
- 2023年（令和5年）  - 松栄学園レイクタウン校/埼玉県越谷市（ファイングラスコート(ロングターフVer.2)）
- 2023年（令和5年）  - よつば未来公園新設/大阪府守口市（サイプレス工法/ダステートサーフェス工法/ソイルクイックターフ工法/スーパースチール工法）
- 2023年（令和5年）  - 兵庫県立大学/兵庫県神戸市（ロックシェイカー工法）
- 2024年（令和6年）  - 京都府内学校剣道場床改修/京都府京都市（アオノフローリング工法ウッディフロア）
- 2024年（令和6年）  - 鈴木学園グラウンド新設/神奈川県厚木市（GRフィールド・リムーバー工法Ver.2 / 湿気すいとり君工法）

## 関連会社
株式会社ソイルリサイクル工業